# Sysco
Sysco Corporation, Sysco är en akronym av Systems and Services Company, är ett amerikanskt multinationellt partihandelsföretag inom främst livsmedel som har verksamheter i fler än 90 länder världen över. De levererar bland annat livsmedel och köksutrustningar till fler än 650 000 kunder som är bland annat restauranger, hotell, hälso- och sjukvårdsinrättningar, militära anläggningar samt utbildningsinstitutioner.
Huvudkontoret ligger i Houston i Texas.

## Historik
År 1969 föreslog John Baugh att hans och åtta andra partihandelsföretag skulle fusioneras och bli ett nationellt partihandelsorganisation som kunde leverera livsmedel till varstans i USA. Företagen som gick ihop var Frost-Pack Distributing Company (Michigan), Global Frozen Foods, Inc. (New York), Houston's Food Service Company (Texas), Louisville Grocery Company (Kentucky), Plantation Foods (Florida), Texas Wholesale Grocery Corporation (Texas), Thomas Foods, Inc. (Ohio) och dess dotterbolag Justrite Food Service, Inc. (Ohio), Wicker, Inc. (Texas) och Baughs Zero Foods Company (Texas). Året efter blev företaget ett publikt aktiebolag och börsnoterades. År 1981 blev de USA:s största partihandelsföretag för livsmedel. Den 9 december 2013 meddelade Sysco att man skulle förvärva konkurrenten US Foods, som var USA:s näst största i branschen, för totalt 8,2 miljarder amerikanska dollar. Den 19 februari 2015 meddelade dock den amerikanska konkurrensmyndigheten Federal Trade Commission (FTC) att man skulle vända sig till federal domstol i försök att förhindra förvärvet eftersom det fusionerade företaget skulle då få marknadsandelar på 75% i USA. Den 23 juni dömde den federala domaren Amit Mehta i favör för FTC och fusionen blev stoppad. Den 29 juni meddelade Sysco att den påtänkta fusionen med US Foods hade avbrutits.